# Micky Quinn
Pour les articles homonymes, voir Michael Quinn.
Michael Quinn, couramment appelé Micky Quinn ou encore Mick Quinn, est un footballeur anglais, né le 2 mai 1962, à Liverpool. Évoluant comme avant-centre, il est principalement connu pour ses saisons à Portsmouth, Newcastle United et Coventry City.

## Biographie

### Carrière de joueur
Natif de Liverpool, il s'engage comme stagiaire à Derby County, après avoir quitté l'école à 16 ans, mais il n'y reste que quatre mois avant de rentrer chez lui, victime du mal du pays. L'année suivante, il s'engage de nouveau comme stagiaire à Wigan Athletic, signant un contrat pro après à peine quelques mois. Il marque son premier but dès son premier match en Division 4, en avril 1980, juste avant son 18e anniversaire.
Après avoir aidé son club à obtenir la promotion en Division 3 à la suite de la saison 1981-82, son entraîneur Larry Lloyd le juge trop tendre et inexpérimenté pour ce niveau et se décide à le laisser partir à Stockport County, où il s'établit rapidement comme membre de l'équipe-type et buteur prolifique. Ayant attiré l'attention de clubs plus huppés, il s'engage pour le club de Division 2 Oldham Athletic en janvier 1984, lors d'un transfert d'un montant de 53.000£. Il y reste deux saisons, continuant à marquer des buts avec un ratio très intéressant.
Il s'engage alors pour Portsmouth en mars 1986, recruté par Alan Ball pour 150.000£  la veille de la fin du marché des transferts. Portsmouth, alors en Division 2, est à la lutte pour obtenir la promotion et Alan Ball espère que ce renfort offensif lui permettra d'intégrer le bon wagon, ce qui ne sera pas le cas.
Son intégration à Portsmouth est gênée par des problèmes extra-sportifs. En avril 1986, il est arrêté et jugé coupable de conduite en état d'ivresse, sa peine se montant à une amende de 100£ accompagnée d'une interdiction de prendre le volant pendant une année. Il ne respecte pas cette interdiction et se voit condamné, en janvier 1987, à 21 jours de prison ferme, peine qu'il effectue aux deux tiers, étant libéré après 14 jours d'emprisonnement. 
Toutefois, cela ne l'empêche de réaliser une très bonne saison 1986-87, terminant meilleur buteur de son club qui réussit cette fois-ci à obtenir la promotion pour la Première Division, pour la première fois depuis les années 50. Malheureusement, ils sont relégués dès la fin de cette saison, et leur saison 1988-89 tourne au désastre collectif, Portsmouth terminant le championnat de D2 juste au-dessus de la zone de relégation en D3. Seul Quinn réussit une bonne saison, terminant avec 20 buts inscrits. Au cours de cette saison, l'entraîneur Alan Ball est renvoyé et remplacé par John Gregory (en) qui promeut alors Quinn au rôle de capitaine. Son contrat se terminant à la fin de cette saison, Portsmouth lui propose une prolongation que Quinn refuse, voulant retrouver le plus haut niveau auquel il avait goûté pendant une année.
Il est alors transféré, en juillet 1989, à Newcastle United qui, même s'ils viennent d'être relégués en D2 semblent bien armés pour rejoindre la Première Division très rapidement. Faute d'accord entre John Gregory (en) qui veut le vendre pour un montant de 1,5 million de £ et Jim Smith, l'entraîneur de Newcastle United, qui ne propose que 250 000 £, le montant du transfert est fixé par un tribunal, comme il était de coutume à cette époque en Angleterre pour les joueurs en fin de contrat dans cette situation. Ainsi, Newcastle United doit débourser 680 000 £ pour obtenir la signature de Quinn.
Pour son premier match avec les Magpies, le 19 août 1989, il inscrit 4 buts pour une victoire 5-2 contre Leeds United et termine meilleur buteur du championnat avec 34 buts. Malheureusement, Newcastle United n'a réussit pas à obtenir la promotion, étant devancé par Leeds United et Sheffield United, et étant battu en play-offs par Sunderland.
La seconde saison ne permet pas non plus d'obtenir la promotion, les Magpies finissant 10e, avec le renvoi de Jim Smith remplacé par Osvaldo Ardiles. Pour sa troisième saison, il connaît une blessure en octobre 1991, qui le prive de terrain pour trois mois. Cette saison est un désastre pour Newcastle United, évitant de peu la relégation en D3, avec le renvoi d'Osvaldo Ardiles le 5 février 1992, remplacé par Kevin Keegan. 
Les relations entre Keegan et Quinn étant plutôt fraîches, Quinn n'est plus titulaire pour la saison 1992-93 et se voit transféré le 20 novembre 1992 à Coventry City, recruté par Bobby Gould pour 250 000 £, lui permettant enfin de rejouer en Premier League.
Ses débuts avec Coventry City sont excellents puisqu'il marque lors de ses 4 premiers matches de Premier League, performance que seuls sept joueurs ont réussie, et qu'il inscrit 10 buts lors de ses 6 premiers matches. Coventry City termine cette saison à la 15e place, échappant à la relégation et permettant à Quinn d'enchaîner une deuxième saison au plus haut niveau.
Lors de cette deuxième saison, il inscrit un coup du chapeau, le 14 août 1993, pour une victoire 3-0 contre Arsenal à Highbury. 
La saison suivante, il connaît une brouille avec son entraîneur Phil Neal et ceci, plus l'arrivée de Dion Dublin, le pousse sur le banc. Il connaît alors deux courts prêts pour Plymouth Argyle en novembre 1994 et pour Watford en mars 1995. Son nouvel entraîneur, Ron Atkinson, accepte de le libérer de son contrat le 1er mai 1995, ce qui lui permet de s'engager pour le club grec du PAOK Salonique, où il termine sa carrière.
Après avoir essayé de se reconvertir comme entraîneur, postulant au poste vacant de Burnley en 1996, qui est finalement attribué à Adrian Heath, il décide de prendre ses distances avec le milieu du football. Il s'adonne à son autre passion, les chevaux, devenant entraîneur hippique et commentateur à la fois d'épreuves hippiques et de football sur Talksport.